# Albert Simonin
Albert Simonin (Parijs, 18 april 1905 - aldaar, 15 februari 1980) is een Franse schrijver en scenarist. Hij schreef vooral politieromans en scenario's voor politiefilms. Hij maakte heel dikwijls gebruik van argot. Simonin is een van de schrijvers die na de Tweede Wereldoorlog het genre van de série noire, overgewaaid uit de Verenigde Staten, in Frankrijk gestalte hebben gegeven.

## 'Série noire'-successen met trilogie rondMax le menteuren verfilmingen
In 1953 verscheen Touchez pas au grisbi in de collectie Série noire van uitgeverij Gallimard. De roman was het eerste Franse succes in de collectie die tot dan gedomineerd werd door Amerikaanse misdaadschrijvers. Het vormt het eerste luik van een trilogie die Max le menteur, een ouder wordende gangster, als hoofdpersonage heeft. Het boek leverde Simonin roem op en hij behaalde er de Prix des Deux Magots mee. Een jaar later werd het werk onder dezelfde titel al verfilmd door Jacques Becker. De film gaf een nieuw elan aan de carrière van hoofdrolspeler Jean Gabin. In hetzelfde jaar publiceerde hij het tweede luik, Le cave se rebiffe. Nog een jaar later volgde Grisbi or not grisbi, het sluitstuk van de trilogie. De filmadaptatie van Becker vormde een trouw eerbetoon aan de sfeer van de roman. De verfilmingen van het tweede en het derde luik door respectievelijk Gilles Grangier (Le Cave se rebiffe, 1961) en Georges Lautner (Les Tontons flingueurs, 1963) waren daarentegen heel vrije interpretaties van de originele romans. Scenarist Michel Audiard behield weliswaar het kader en het pittoresk gebruik van slang in Simonins verhalen maar hij transformeerde de duistere kant van de romans in komedies vol gevatte replieken.

## Andere romans en verfilmingen en trilogie rondle hotu
Tussen zijn eerste en zijn tweede trilogie schreef hij nog Une balle dans le canon (1958) en Du mouron pour les petits oiseaux (1960). Het eerste boek is een misdaadroman die datzelfde jaar nog onder dezelfde titel verfilmd werd door Michel Deville voor wie de film zijn debuut betekende als filmregisseur. De tweede roman is het eerste boek van Simonin dat opgenomen werd in de zogenaamde collection blanche van Gallimard. Drie jaar later verfilmde Marcel Carné deze misdaadkomedie onder dezelfde titel.
In 1968 begon hij te schrijven aan een tweede trilogie rond le hotu. 

## Scenarioschrijver
In diezelfde jaren vijftig-zestig schreef hij, gewoonlijk in samenwerking met Michel Audiard, het scenario voor een aantal misdaadfilms met Jean Gabin, Lino Ventura of Paul Meurisse in de hoofdrol.

## Woordenboek van het 'argot' en autobiografie
In 1957 stelde Simonin een woordenboek van het argot samen onder de titel Le Petit Simonin illustré, dictionnaire d'usage. Het werk werd in 1968 heruitgegeven als Le Petit Simonin illustré par l'exemple.
Zijn autobiografie Confessions d'un enfant de la Chapelle publiceerde hij in 1977.
Simonin overleed in 1980 op 74-jarige leeftijd.
- Biblioteca Nacional de España: XX1141560
- Bibliothèque nationale de France: cb11924866c (data)
- CiNii: DA01986793
- Gemeinsame Normdatei: 142604429
- International Standard Name Identifier: 0000 0001 2147 3534
- Library of Congress Control Number: n50027363
- MusicBrainz: 6b56c9da-5f73-4572-919d-fa91ba53991b
- Bibliotheek van het Japanse parlement: 00456650
- Nationale Bibliotheek van Tsjechië: xx0065347
- Nationale Bibliotheek van Israël: 987008729659305171
- Nederlandse Thesaurus van Auteursnamen: 067496660
- LIBRIS: 306413
- SNAC: w69c75kr
- Système universitaire de documentation: 027139484
- Virtual International Authority File: 109392400
- WorldCat: E39PBJtCCH4QwhPkTMvGGc4Qbd

1. 1 2  Fichier des personnes décédées.
2. ↑  Freebase Data Dumps.